# Qanat

Principskiss för en qanat

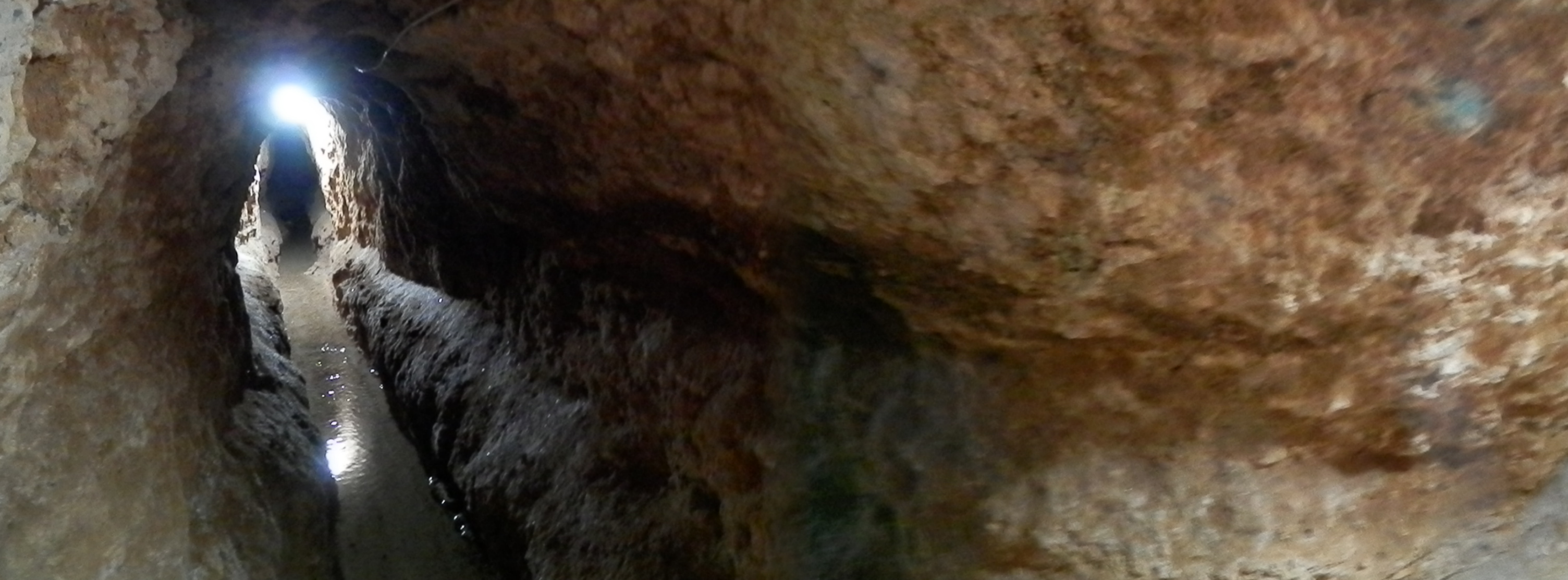
En qanattunnel nära Isfahan

En qanat eller kanat, (persiska: قنات/, äldre persiska: کاریز kariz eller karez) är ett underjordiskt kanalsystem som används till bevattning och till att ge samhällen pålitlig vattenförsörjning. Konstruktionen består av en svagt sluttande underjordisk kanal med en serie av vertikala schakt, som används för att transportera vatten från en akvifer under en kulle. Qanattunnlar ger tillförlitlig leverans av vatten i varma, torra och halvtorra klimat. En underjordisk vattenledning har den fördelen att mindre mängd vatten avdunstar jämfört med en kanal i ytläge. Det registrerades på UNESCO:s Världsarvslista år 2016.

## Beskrivning
Tekniken med qanater utvecklades av perser någon gång i början av första årtusendet f.Kr. och spred sig därifrån långsamt västerut och österut. Qanatsystem kom att byggas i Indien, Arabien, Egypten, Nordafrika, Spanien och även i Nya världen.
Värdet på qanat är direkt relaterad till kvalitet, volym och ett regelbundet vattenflöde. En stor del av befolkningen i Iran och andra torra länder i Asien och Nordafrika har historiskt varit beroende av vattnet från qanater. De befolkade områdena motsvarar de områden där qanater är möjliga att bygga. Även om en qanat var dyr att bygga, hade den ett långsiktigt värde för samhället.
Qanater har fördelen att vara motståndskraftiga mot naturkatastrofer som jordskalv, brand och viss ödeläggelse under krig. Dessutom är dessa närmast okänsliga för stora mängder nederbörd. Vattenmängden de levererar varierar inte så mycket mellan torra år och våta år.

## Qanatsystem i Iran
I Iran finns över 22 000 qanater med en total längd på över 270 000 kilometer. Efter flera tusen år fungerar stora delar av detta nätverk. För inte så länge sedan fick Iran 75 % av sitt vatten från qanater, både för hushållsbehov och för bevattning. Tack vare qanater kunde ökenområden omvandlas till oaser. Vattentillgången kunde vara så stor att man lät anlägga persiska trädgårdar.